# Micro-région de Bonyhád
La micro-région de Bonyhád (en hongrois : bonyhádi kistérség) est une micro-région statistique hongroise rassemblant plusieurs localités autour de Bonyhád.
Célèbre pour sa magnifique cathédrale dans la ville de Bonyhàd, la région est très boisée et profite de magnifiques et étendus champs à perte de vue.